# بارتوش فابينسكي
بارتوش ريزارد فابينسكي (مواليد 26 أبريل 1985) هو مُقاتل فنون قتالية مختلطة بولندي.

## وصلات خارجية
- بارتوش فابينسكي على موقع يو إف سي (الإنجليزية)
- بارتوش فابينسكي على موقع شيردوغ (الإنجليزية)
- بارتوش فابينسكي على موقع IMDb (الإنجليزية)